# ایالات متحده آمریکا در المپیک زمستانی ۲۰۱۴

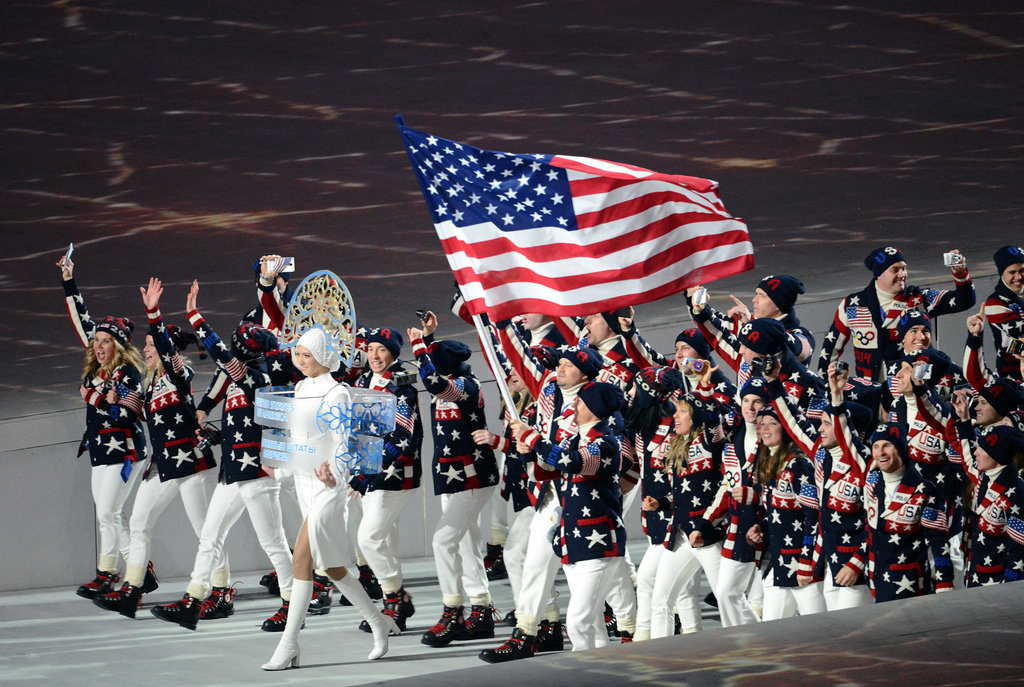

ایالات متحده آمریکا در بازی‌های المپیک زمستانی ۲۰۱۴ متشکل از کاروانی با ۲۳۰ ورزشکار بوده و در تمامی ۱۵ رشته در این دوره از بازی‌ها شرکت داشتند.